# Peter Cischeck
Peter Cischeck (* 3. November 1957 in Gauting) ist ein deutscher Jazzmusiker (Kontrabass).
Cischeck hatte im Alter von zwölf Jahren erste Bühnenauftritte im Bereich Blues und Jazz-Rock. Er studierte am Richard-Strauss-Konservatorium München und alsovierte dort als klassischer Orchestermusiker. Mitte der 1980er Jahre war er Mitglied diverser Bigbands in München, insbesondere jenen von Al Porcino, Harald Rüschenbaum ( Double Faces, Rondo) und Gerry Hayes. Auch gehörte er zum Trio von Max Neissendorfer, mit dem das Album For You … (1988) entstand, und zu Charly Antolinis Jazz Power. Seit 1994 ist er Mitglied der Allotria Jazzband. Er spielte mit Danny Moss, Benny Bailey, Don Menza, Ray Anthony, Al Martino und ist auch auf Alben mit Rainer Sanders Swing Wing und mit dem Trio von Thilo Wolf zu hören.